# Chailly-sur-Nied
Pour les articles homonymes, voir Chailly et Nied (homonymie).
Chailly-sur-Nied est un hameau et une ancienne commune française du département de la Moselle en région Grand Est. Il est rattaché à la commune de Courcelles-sur-Nied depuis 1810.

## Géographie
Chailly-sur-Nied est située sur la rive gauche de la Nied française, en bordure de la  ligne de Réding à Metz-Ville.

## Toponymie
Anciennes mentions : Chailley (1246), Chailley-sur-Niet (1266), Chailer (1271), Chaley (1417), Chailley-sus-Nied (1447), Chailly par desà les bois (xvie siècle), Challey et Chally (1564), Chailli-sur-Nied (1756), Chailly (1793), Chailly-sur-Nied (1801),.
En allemand : Chailly an der Nied (1915-1918), Schallingen (1940-1944).

## Histoire
À l'époque de l'Ancien régime, cette localité dépend des Trois-Évêchés dans le bailliage de Metz, sous la coutume de cette ville.
Par décret du 5 juin 1810, la commune de Chailly-sur-Nied est réunie à celle de Courcelles-sur-Nied.

## Politique et administration
| Période                                  | Période | Identité          | Étiquette | Qualité |
| ---------------------------------------- | ------- | ----------------- | --------- | ------- |
| an VIII                                  | ?       | Charles Le Gendre |           |         |
| Les données manquantes sont à compléter. |         |                   |           |         |

## Démographie
| 1793 | 1800 | 1806 |
| ---- | ---- | ---- |
| 46   | 46   | 47   |